# ARL-44
ARL-44 (senare CDC 48T) var en fransk tung stridsvagn som började byggas direkt efter Frankrikes befrielse för att så snabbt som möjligt börja återuppbygga Frankrikes militära styrka. 

## Historia
En stor nackdel med Char B1 var att dess kraftigaste vapen, en 75 mm kanon, var monterad i chassiet och inte i ett torn. Därför började Atelier de Construction de Rueil 1938 att konstruera en modifierad Char B1 med en tornmonterad grovkalibrig kanon. Projektet som kallades ARL-40 var fortfarande bara på ritningsstadiet vid Frankrikes fall 1940.
Projektet ARL-40 lades ned, men konstruktionsbyråerna fortsatte i hemlighet att arbeta under Vichyregimen efter Nazitysklands ockupation och vid befrielsen 1944 fanns en färdig konstruktion klar att ta i produktion. Den första vagnen stod färdig 1946. Prototypen hade en 75 mm SA44 kanon och mindre pansar än serie versionen. Den hade även ett annat torn kallat ACL-1 och brukar ofta kallas för ARL-44 ACL-1 för det. 
Serie versionen hade dubbla frontpansaret från prototypen och ett större torn med en större kanon. Den nya kanonen var en 90 millimeters Canon de 90 mm SA mle. 1945, kort kallad 90 mm SA45 och kunde penetrera ca 190 mm av pansar på 100 meter. Den är ibland kallad DCA 45 i datorspel men detta är inkorrekt då DCA står för Défense Contre Aéronef vilket betyder luftvärnskanon.
Från början planerades en serie om 600 vagnar, men bara 60 tillverkades. ARL-44 var en interimslösning i väntan på den mer avancerade vagnen AMX-50 som dock aldrig kom i tjänst. Det sextio vagnarna tjänstgjorde vid 503:e pansarregementet. 
1950 blev ARL 44 omklassificerad till pvkv och ombetecknades till "Chasseur de Chars de 48 tonnes", kort "CDC 48T" (48 tons pansarvärnskanonvagn "PVKV 48T" på svenska). 1953 slutade man använda dem och skickade dem till förråd till slutet av 1960-talet då de ersattes helt av AMX-30.

## Konstruktion
Jämfört med dess föregångare Char B1 var ARL-44 både större och tyngre. Trots det var många detaljer kopierade rakt av från Char B1, till exempel drivbanden, bärhjulen och upphängningen. Lärdomar från kriget gjorde att ARL-44 fick en långpipig kanon i kaliber 90 mm, nästan jämförbar med den tyska 88 mm KwK 43 och sluttande pansar på chassiets front.

## Versioner
- ARL-40: Original plan som inte byggdes men utvecklades till ARL-44.
- ARL-44 ACL-1: Prototyp med mindre pansar, annat torn och mindre kanon.
- ARL-44: Serievagn som byggdes i 60 ex.
- CDC 48T: Ny beteckning från 1950.